# Умаров, Иса Сайдалийевич
Иса Сайдалийевич Умаров (3 марта 1989, Хасавюрт, Дагестанская АССР, РСФСР, СССР) — российский боец смешанных единоборств, чемпион мира по бразильскому джиу-джитсу и грэпплингу, заслуженный мастер спорта России. 

## Спортивная карьера
С детства занимался вольной борьбой, потом  пошел на дзюдо и самбо. Чемпион Дагестана и СКФО по спортивному и боевому самбо. Мастер спорта по боевому самбо. Представляет хасавюртовский клуб «Беркут», тренируется под руководством Ибрагима Гагаева. 26 декабря 2012 года ему было присвоено звание мастер спорта России по самбо. В феврале 2016 года принимал участие на чемпионате России по боевому самбо в Петрозаводске. В марте 2018 года в Кемерово одержал победу на чемпионате России по грэпплингу. 25 марта 2019 года ему было присвоено звание мастер спорта России международного класса по спортивной борьбе. В апреле 2019 года в Бухаресте выиграл чемпионат Европы по грэпплингу. В феврале 2020 года в Риме стал чемпионом Европы по грэпплингу. В конце октября 2021 года в Сербии выиграл чемпионат мира по грэпплингу в разделе NoGi (без кимоно). 15 сентября 2022 года он стал заслуженным мастером спорта по спортивной борьбе.

## Личная жизнь
По национальности — чеченец. Родился и вырос в Хасавюрте. Окончил школу милиции в Ростове-на-Дону. Работал в МВД России.